# 亮紅外星系
亮紅外星系或LIRGs是亮度量測上，具有紅外光度高於1011 L☉的星系。通過正常的檢測方法，它們也被稱為次毫米星系(SMGs)。在比較光度時，亮紅外星系遠比星暴星系、西佛星系和類星體更為明亮。紅外星系在紅外線中發射的能量比所有其它波長能量的總和還要多。一個亮紅外星系的光度是太陽的1,000億倍。
光度在1012 L☉以上的是極亮紅外星系（ULIRGs）。超過1013 L☉的星系是超亮紅外星系（HyLIRGs）。那些超過1014 L☉的星系是特亮紅外星系（ELIRGs）。許多亮紅外星系和極亮紅外星系顯示出交互作用和瓦解的現象。許多這一類星系每年產生大約100顆新恆星，而我們的銀河系每年只產生一顆；這種多產有助於產生高亮度。

## 發現與特徵
紅外星系似乎是單一的、富含氣體的螺旋星系，其紅外光度主要由星系內部的恆星形成產生。這種類型的星系是紅外線天文衛星在1983年發現的。亮紅外星系多出來的紅外光度也可能來自於中心的活躍星系核（AGN）。
這些星系在肉眼看不見的紅外光譜部分發射出最多的能量。亮紅外星系發出的能量與類星體（活躍星系核的一種）相當，後者以前被稱為宇宙中能量最大的天體。
由於可見光被大量的氣體和塵埃吸收，而塵埃在紅外光譜中重新發射出熱能，因此亮紅外星系在紅外光譜中比在可見光的光譜中更亮。
已知在宇宙中密度較大的區域中，亮紅外星系比非亮紅外星系更多。

## 極亮紅外星系

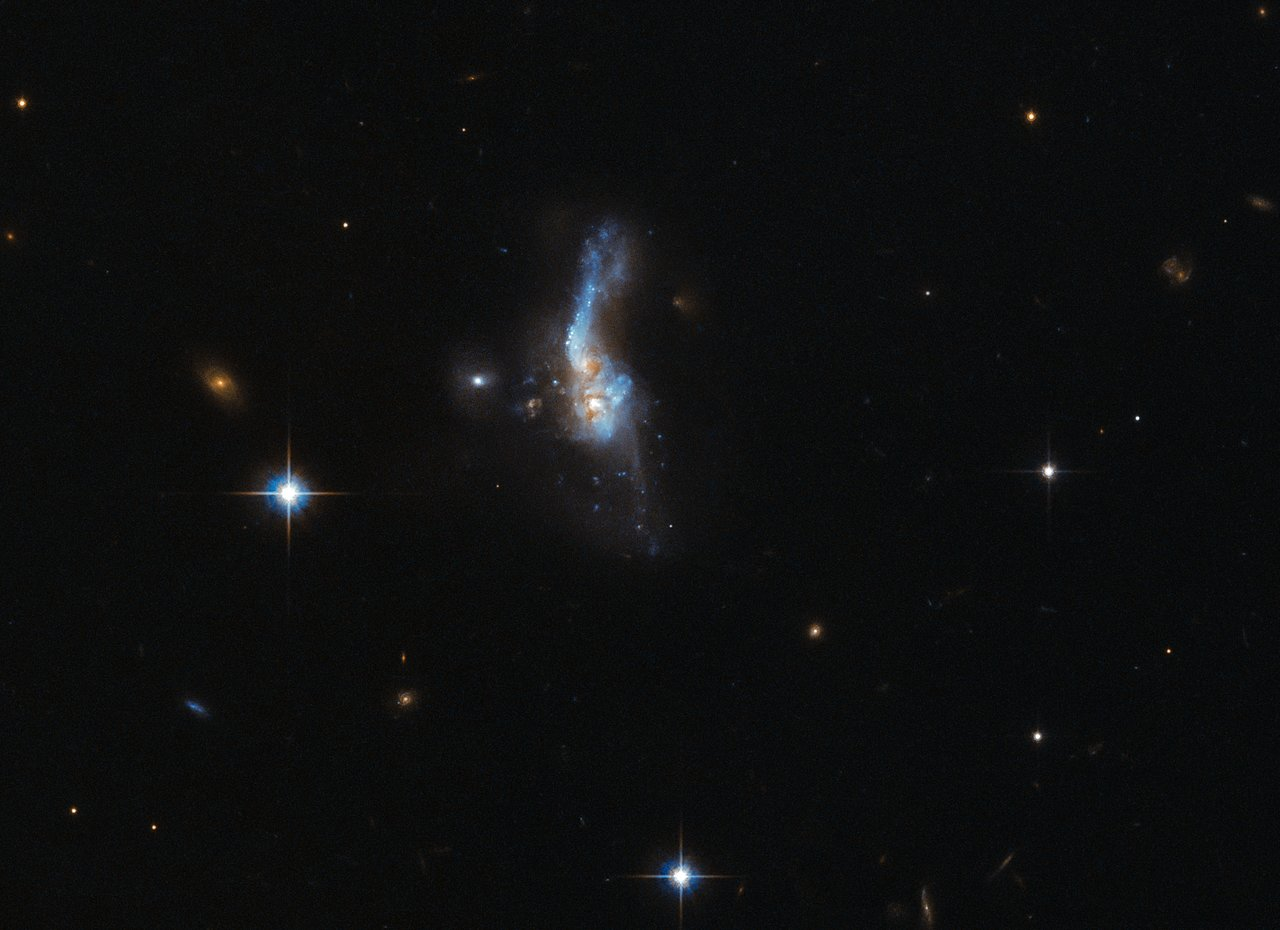
IRAS14348-1447是位於10億光年之外的一個極亮紅外星系。

亮紅外星系也可以成為極亮紅外星系（ULIRGs），但沒有完美的時程表，因為不是所有的亮紅外星系都可以成為極亮紅外星系，由於約束條件不是很近似，計算中使用的是牛頓力學。研究顯示極亮紅外星系比亮紅外星系更可能包含活躍星系核。
根據另一項研究，亮紅外星系只是星系合併的演化階段中的一部分場景。從本質上講，兩個或更多的螺旋星系(這是包含恆星、氣體和塵埃的旋轉扁平圓盤，與一個被稱為核球，是在圓盤中心由恆星組成的凸起結構，組合在一起的星系)，在形成合併的早期。在這種情況下，早期合併也可以被認定是亮紅外星系。在這之後，它進入合併的後期，就會是極亮紅外星系。然後，它變成一個類星體，而在演化的最後階段它成為一個橢圓星系。發現橢圓星系中的恆星，在恆星演化的階段上都比在其它星系中的要老得多，這一事實可以證明這一點。

## 超亮紅外星系
超亮紅外星系（HyLIRG），也稱為HiLIRGs和HLIRGs，被認為是宇宙中最亮的持久性天體之一，表現出極高的恆星形成速率，已知其中大部分含有活躍星系核 （AGN）。它們被定義為光度高於1013 L⊙，有別於亮度較低的極亮紅外星系(L = 1012 – 1013 L⊙)。超亮紅外星系最初是通過紅外線天文衛星後續的觀測確定的。
IRAS F10214+4724，是一個超亮紅外星系，有個產生重力透鏡效應的前景橢圓星系，被認為是宇宙中最亮的天體之一，它本來的光度是〜2 × 1013 L⊙。據信，由於引力透鏡的作用，這個超亮紅外星系的熱光度(全波段光度)可能被放大了30倍。
這些天體的中紅外光譜的大部分（約80%），被發現是由活躍星系核的發射所控制。然而，星暴（SB）活動在所有已知源中都是顯著的，星暴的貢獻平均約為30%。超亮紅外星系中的恆星形成率已知為〜3×102 – 3×103 M⊙ yr−1。

## 特亮紅外星系
美國國家航空暨太空總署（NASA）的廣域紅外線巡天探測衛星（WISE）發現光度高達300萬億的特亮紅外星系WISE J224607.57-052635.0；截至2015年5月，它是發現的星系之中最亮的。這個星系屬於一類新的天體，它是由WISE發現的特亮紅外星系（ELIRGs）。
來自WISE J224607.57-052635.0星系的光已經旅行了125億年。當宇宙年齡是現在宇宙年齡138億的十分之一（13億年）時，中心黑洞的質量已經是太陽質量的數10億倍。
特亮紅外星系中的黑洞之所以如此巨大有三個原因。首先，胚胎期的黑洞可能比想像中的要大。其次，超過了愛丁頓極限。當黑洞進食時，氣體進入因被加熱而發光，發射光的壓力迫使氣體向外擴散，從而限制了黑洞持續吸收物質的速度。如果一個黑洞突破了這個極限，理論上它的體積會以很快的速度增大。之前人們觀察到黑洞突破了這個極限；研究中的黑洞必須反復突破這個極限才能長得這麼大。第三，如果黑洞旋轉得不快，黑洞可能只是在彎曲這個極限，吸收氣體的速度比想像的要快。如果一個黑洞旋轉緩慢，它將不會排斥它吸收如此多的氣體。一個旋轉緩慢的黑洞比一個快速旋轉的黑洞能吸收更多的物質。特亮紅外星系中的大質量黑洞可能會在較長的時間內吸收物質。
迄今已經新發現20個特亮紅外星系，包括迄今為止發現的最亮星系。這些星系之所以沒有更早被發現，是因為它們距離遙遠，也因為塵埃將它們的可見光轉化為紅外光。其中一個被觀測到有三個恆星形成區。

## 觀測

### 紅外線天文衛星
1983年發射升空的紅外線天文衛星（IRAS）是第一顆使用遠紅外波長的全天巡天衛星。在那次的調查中發現了上萬個星系，其中有許多是在以前的調查中都沒有紀錄的。現在很清楚，探測數量上升的原因是宇宙中大多數的亮紅外星系發射的能量大部分都來自遠紅外線。科學家使用紅外線天文衛星，能夠確定所發現星系天體的光度。這架望遠鏡是美國的國家航空暨太空總署、荷蘭的荷蘭航空航太計畫署（NIVR）和英國的科學和工程研究委員會（SERC）聯合執行的計畫。在10個月的任務中，觀測到的紅外源超過25萬個。

### 大天文台亮紅外星系全天巡天
大天文台亮紅外星系全天巡天(GOALS，The Great Observatories All-sky LIRG Survey)是以多波長研究亮紅外星系，是結合了NASA的大天文台和其它的地面和太空望遠鏡的觀測。使用美國國家航空暨太空總署的史匹哲太空望遠鏡、哈伯太空望遠鏡、錢德拉X射線天文台和星系演化探測器觀測到的資訊，對本宇宙中選定最亮的200個紅外星系進行了研究。大約有180個亮紅外星系和20個極亮紅外星系被鑑定出來。目標中的亮紅外星系和極亮紅外星系跨越了核光譜類型（1型和2型活躍星系核、低電離星系核和星暴）和相互作用階段（主要合併、次要合併和孤立星系）。

## 列表
一些非常著名的亮紅外星系、極亮紅外星系、超亮紅外星系、特亮紅外星系的例子。
| 星系                     | 類型         | 光度 | 星座   | RA             | DEC            | 筆記                                           |        |
| ------------------------ | ------------ | ---- | ------ | -------------- | -------------- | ---------------------------------------------- | ------ |
| WISE J224607.57-052635.0 | 特亮紅外星系 |      |        | 22h 46m 07.57s | -05° 26′ 35.0″ | 發現於2015年，截至2015年，是現時已知最亮的星系 | [ 20 ] |
| II Zw 96                 | 亮紅外星系   |      |        |                |                | 一對星系正在合併的物體                         |        |
| NGC 6240                 | 極亮紅外星系 |      | 蛇夫座 |                |                | 一個被仔細研究過就在附近的紅外星系             |        |
| 阿普220                  | 極亮紅外星系 |      |        |                |                | 最近的極亮紅外星系，它是正在合併的兩個星系。   |        |
| FSC15307+3253            | 極亮紅外星系 |      |        |                |                |                                                |        |

## 圖像庫

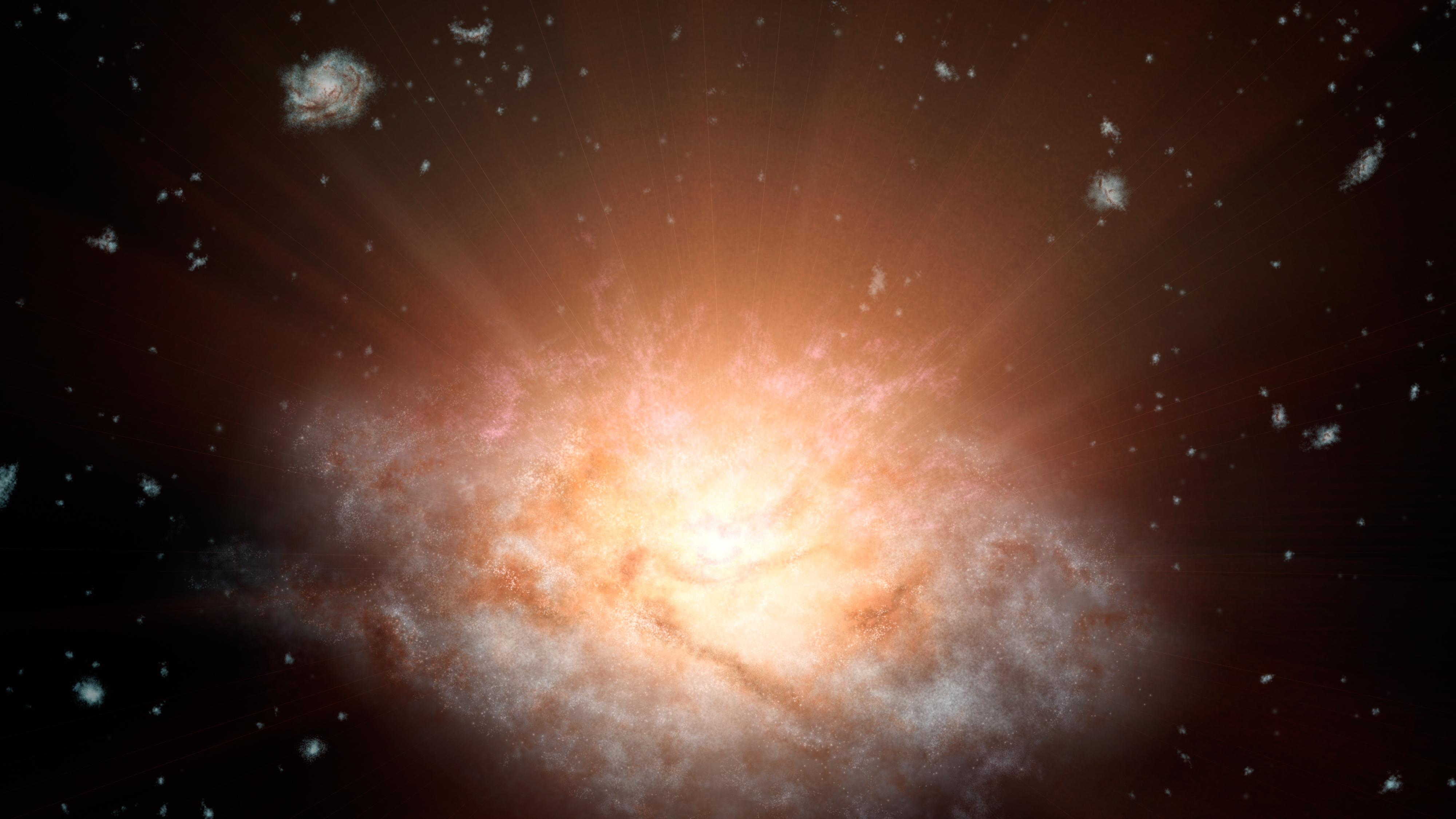
WISE J224607.57-052635.0是宇宙中最明亮的星系（藝術家的印象）[21][22]。
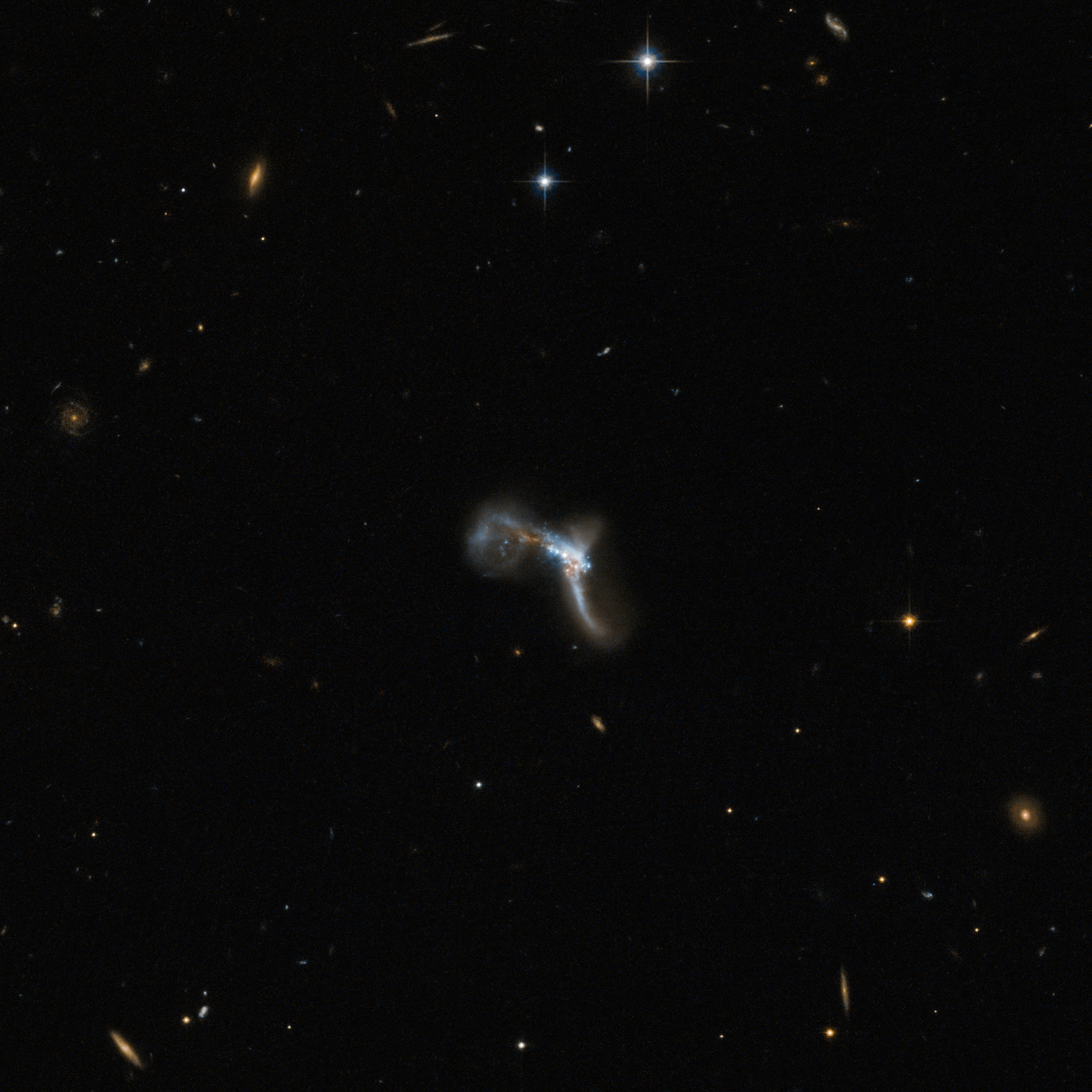
由哈伯太空望遠鏡拍攝的南美星系（英语：South America Galaxy）[23]。
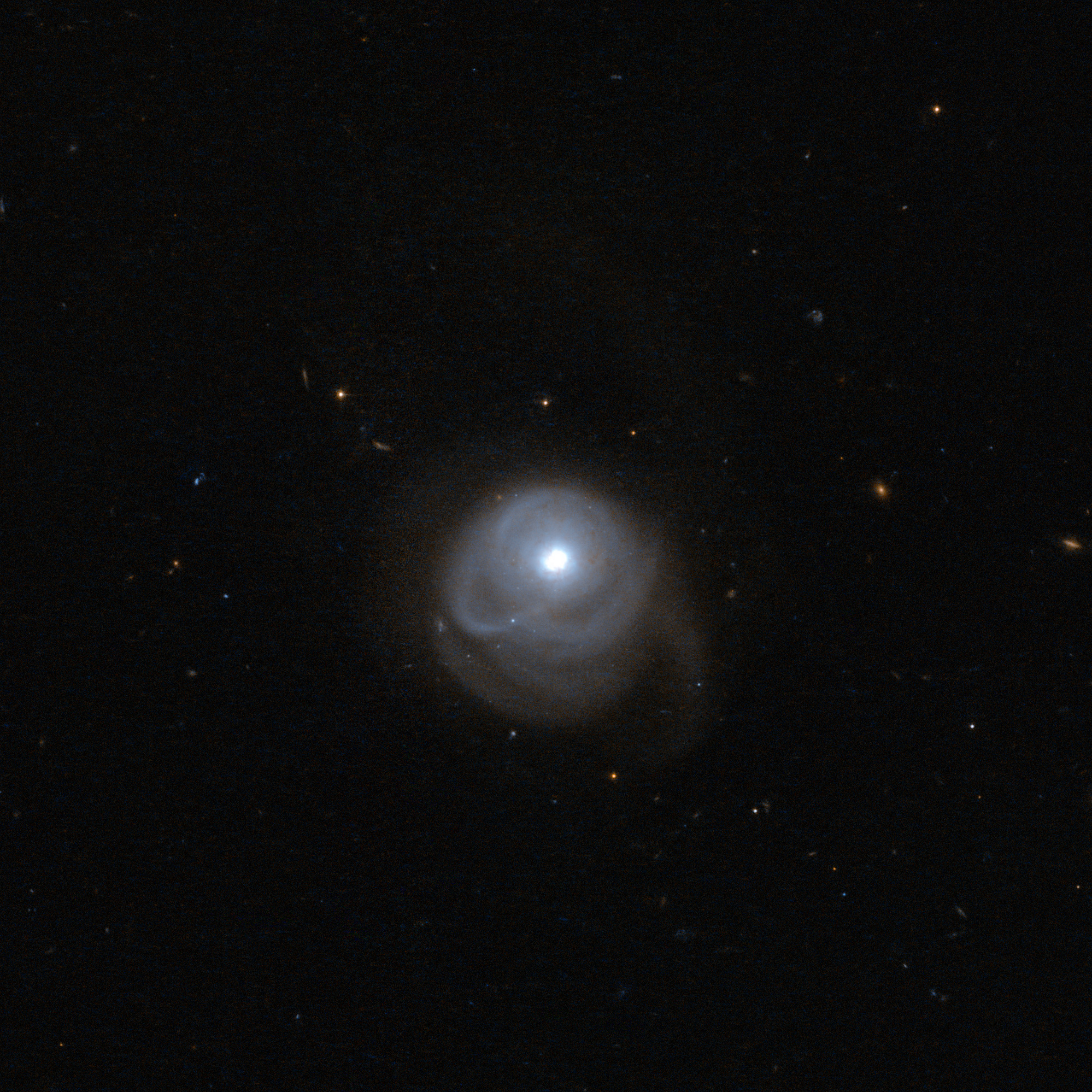
2MASX J05210136-2521450[24]。
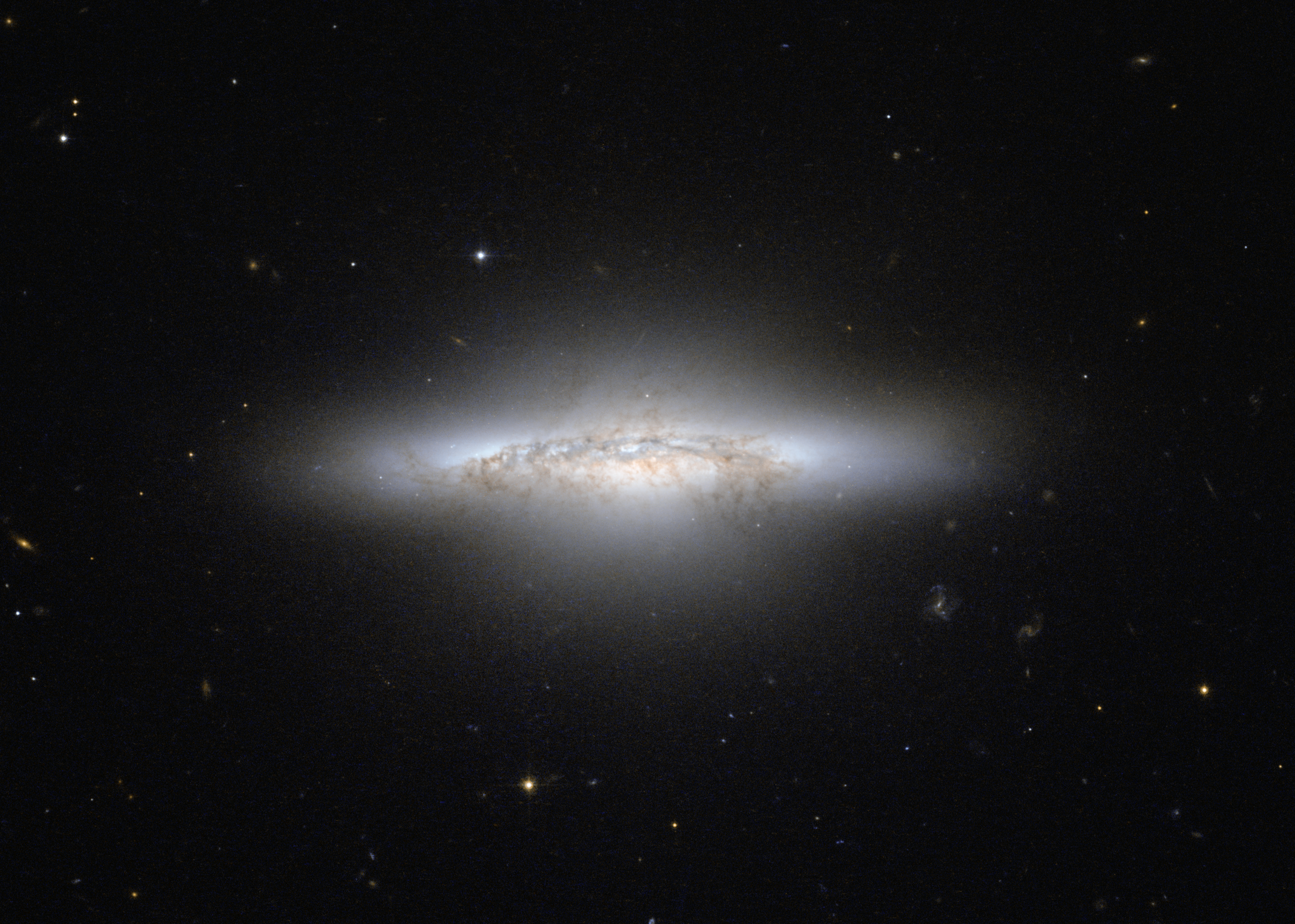
亮紅外星系NGC 5010[25]。
極亮紅外星系IRAS 19297-0406。
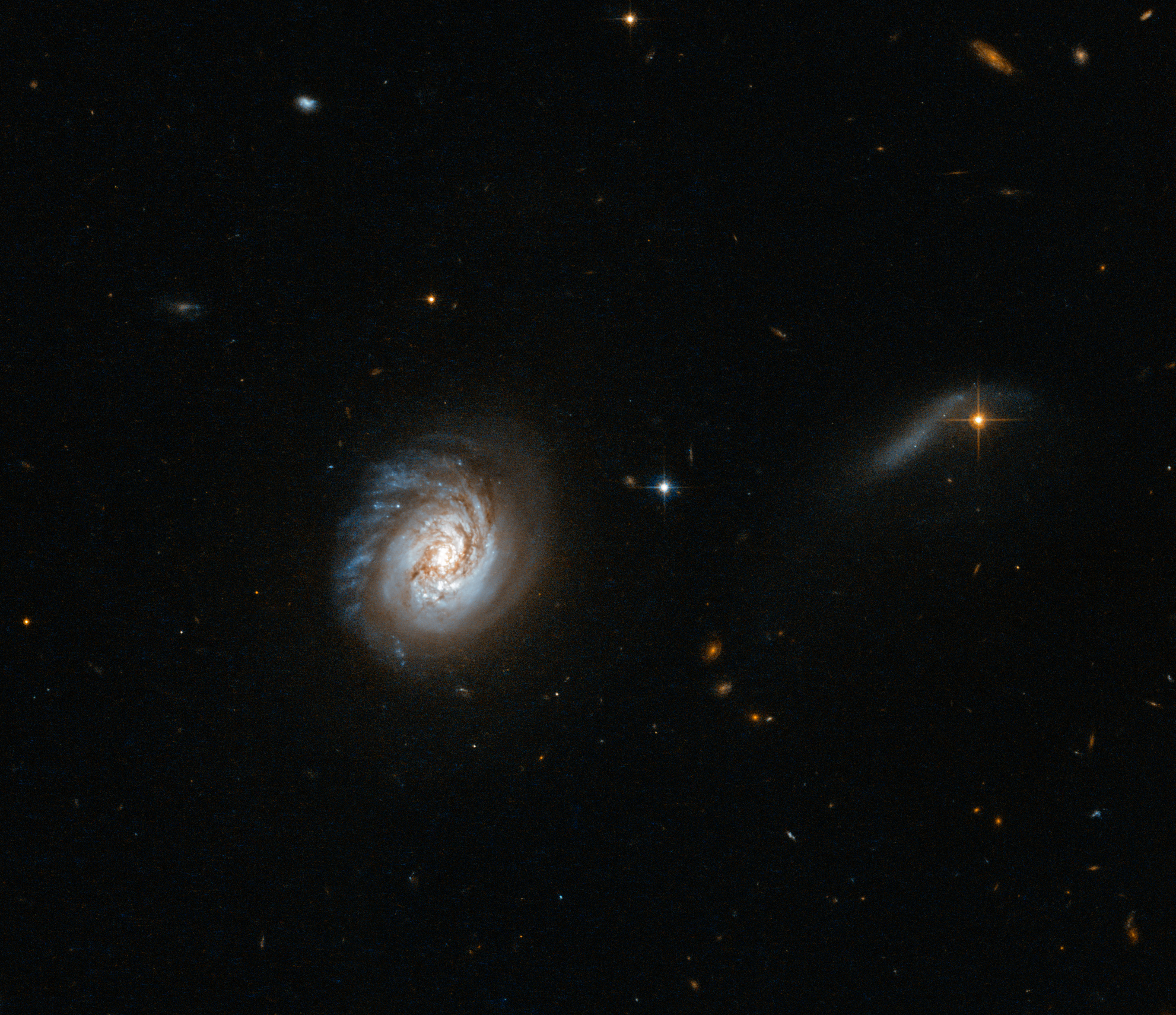
亮紅外星系MCG-03-04-014[26]。

## 外部連結
- Nearby Extreme Galaxies Linked To Humble Roots (SkyNightly) Jun 07, 2006
- How To Bake A Galaxy （页面存档备份，存于） (SpaceDaily) Jun 19, 2006
- The Great Observatory All-sky LIRG Survey （页面存档备份，存于）